# Tuupovaara
Tuupovaara is een plaats en een voormalige gemeente in de Finse provincie Oost-Finland en in de Finse regio Noord-Karelië. De gemeente had een totale oppervlakte van 605 km2 en telde 2177 inwoners in 2003.
Tuupovaara werd samen met Kiihtelysvaara ingevoegd bij de gemeente Joensuu op 1 januari 2005.